# HD 76161
HD 76161，又名CD-47 4460，SAO 220609、HR 3539，是一颗恒星，视星等为5.91，位于銀經267.89，銀緯-2.43，其B1900.0坐标为赤經8h 49m 21s，赤緯-47° -2.43′ 52″。